# Kijewko
Kijewko (niem. Neu Rosengarten) – część miasta prawobrzeżnego Szczecina na osiedlu Kijewo. Dawniej samodzielna wieś.

## Historia
Po II wojnie światowej samodzielna gromada, w gminie Zdroje w powiecie gryfińskim w województwie szczecińskim, następnie wcielone do gromady Kijewo. 1 maja 1948, wraz z całą gminą Zdroje zostało włączone do Szczecina.